# Meszlényi Zoltán (mérnök)
Meszlényi Zoltán Andrej Jozef (Rimaszombat, 1940. április 18. – Balatonföldvár, 2005. december 23.) magyar gépészmérnök, címzetes főiskolai docens, tiszteletbeli főiskolai tanár. 
Édesapja Meszlényi Zoltán, édesanyja Holzmann Katalin. Szakmai berkekben köztudott róla, hogy a szerelőtől a kazánfűtőn keresztül a főiskolai tanszékvezetőig, tanárig sokféle szerepkörben dolgozott az épületgépészetben. Az épületgépészet elméletének és gyakorlatának kivételes integrálója, a szakma örök szerelmese, szenvedélyes fejlesztője és önzetlen segítője volt. A mérnök szakmán kívül számos egyéb szerepben is megjelent, többek között volt a MAFC tollaslabdázója, polgárőr, vöröskeresztes szervező.
1944-ben, négyévesen menekült katonatiszt édesapjával és tanító édesanyjával a közelgő front elől. Ekkor érte őket az a hóvihar, ami egész életére szóló halláskárosodását okozta.

## Tanulmányai, végzettségei
Már általános iskolás korában pontos, rendezett munka jellemezte, családja által megőrzött füzeteit gyakran részletgazdag rajzokkal illusztrálta. Középiskolai tanulmányait Budapesten, a Szabó Ilonka utcai 1. számú Épületgépészeti Technikumban folytatta, ahol 1958-ban végzett épületgépész technikusként.
A következő négy évben az ÉVITERV tervező technikusa volt. 1962. május 1-től áthelyezték az Építésügyi Minisztérium Általános Épülettervező Vállalatához, ahol 1967-ig volt tervező. Itt dolgozott a budai vár helyreállításán és nem egyszer titkos katonai megbízásokon. Közben levelezőn és estin végezte el a Budapesti Műszaki Egyetemet, ahol épületgépész ágazati gépészmérnök diplomát szerzett 1966-ban.
Későbbi végzettségei és jogosultságai
- 1977–1997       Építésügyi szakértő (tervezés, kivitelezés)
- 1981     Magántervező (SZG – épületgépészeti szakág)
- 1983     Kazánfűtő
- 1983     Ipari gáz- és olajtüzelő berendezések szerelője, beüzemelője, karbantartója
- 1985     Központifűtés- és csőhálózat-szerelő mester
- 1987     Gázkészülék- és készülékszerelő mester/gázkészülék javító
- 1987     Épületgépész vezető tervezői jogosultság
- 1987     Gázkészülék-javító
- 1998     Magyar Kereskedelmi Iparkamarai szakképzési szakértő
- 2001     Ipari szakértő (háztartási hőforrások, tüzelő- és fűtőberendezések)
- Építési szakértő (épületgépészet)
- 2005     Épületgépészeti vezető tervező

## Munkahelyei

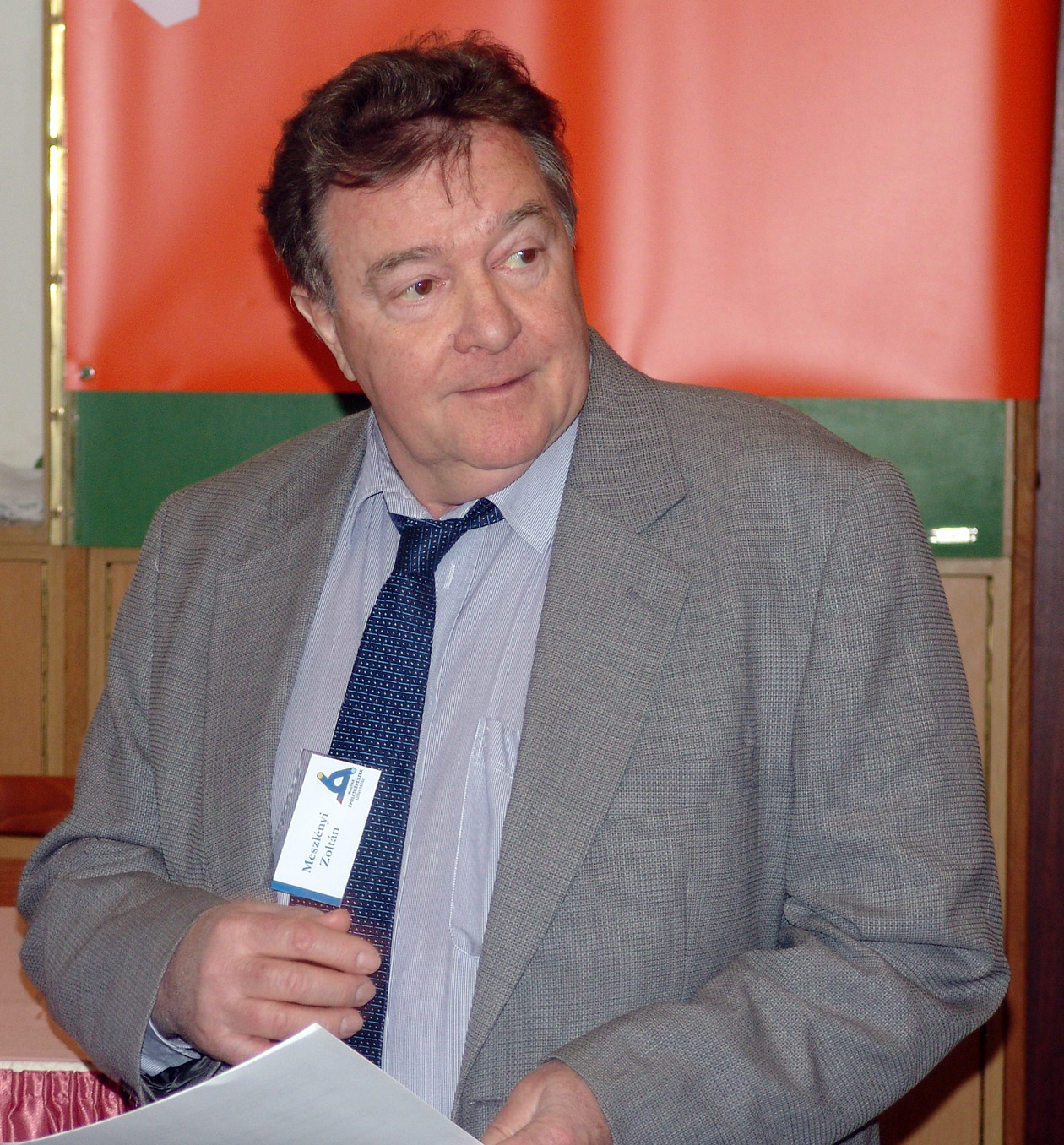
Meszlényi Zoltán 2005-ben, a MÉGSZ éves közgyűlésén

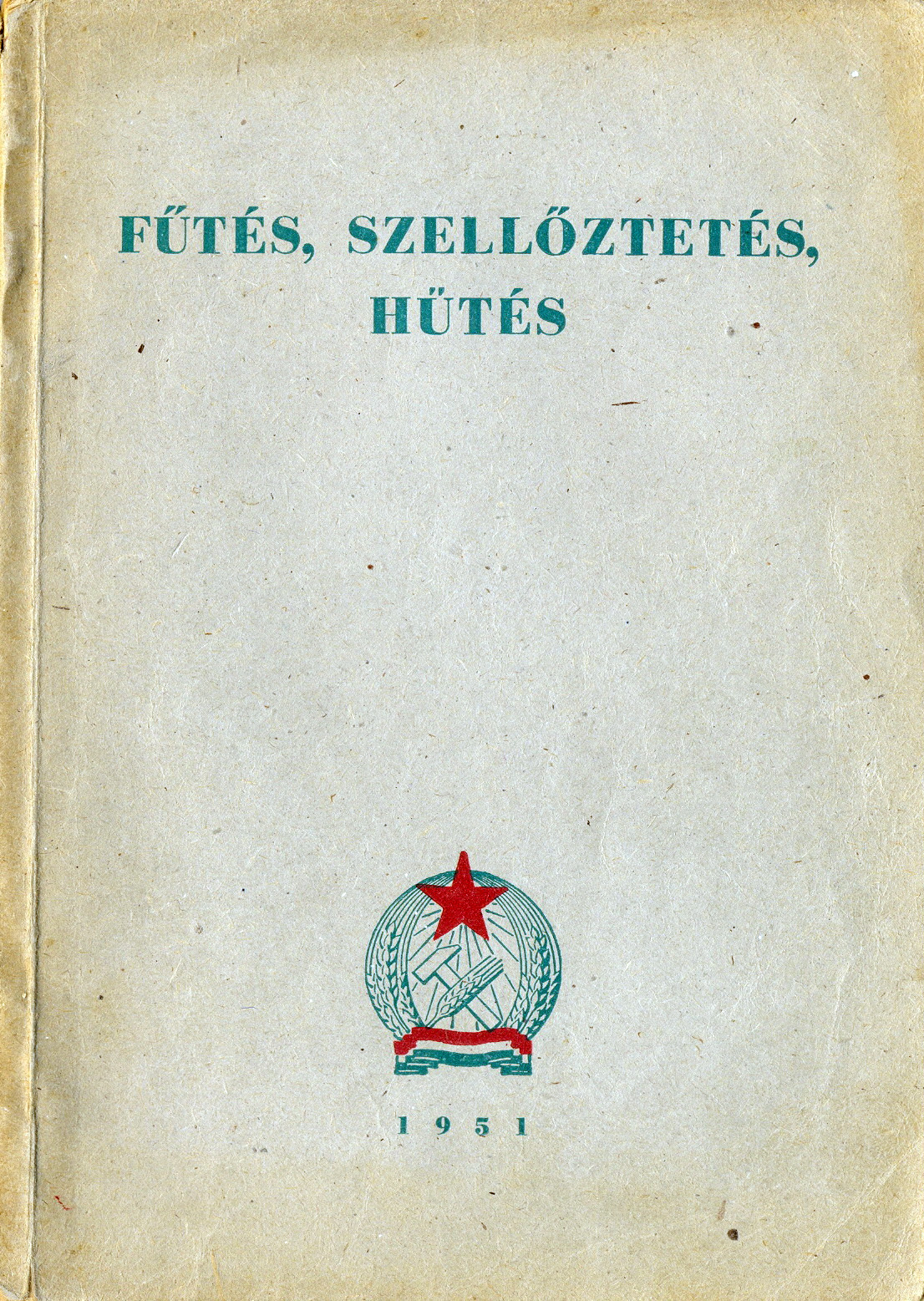
Meszlényi Zoltán – Fűtés, szellőztetés, hűtés (1951) című könyvének borítója

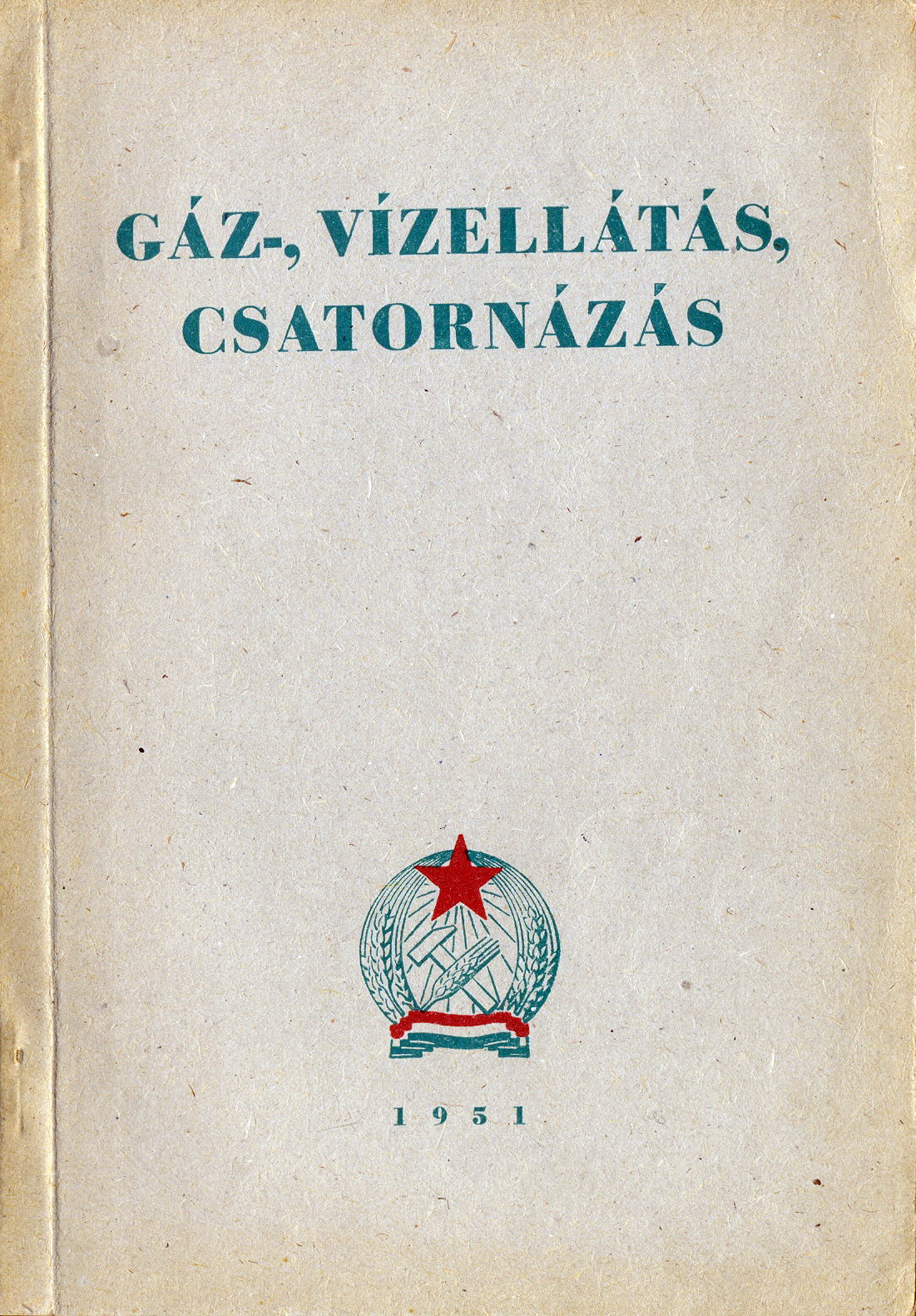
Meszlényi Zoltán – Gáz-, vízellátás, csatornázás című könyve 1951-ből

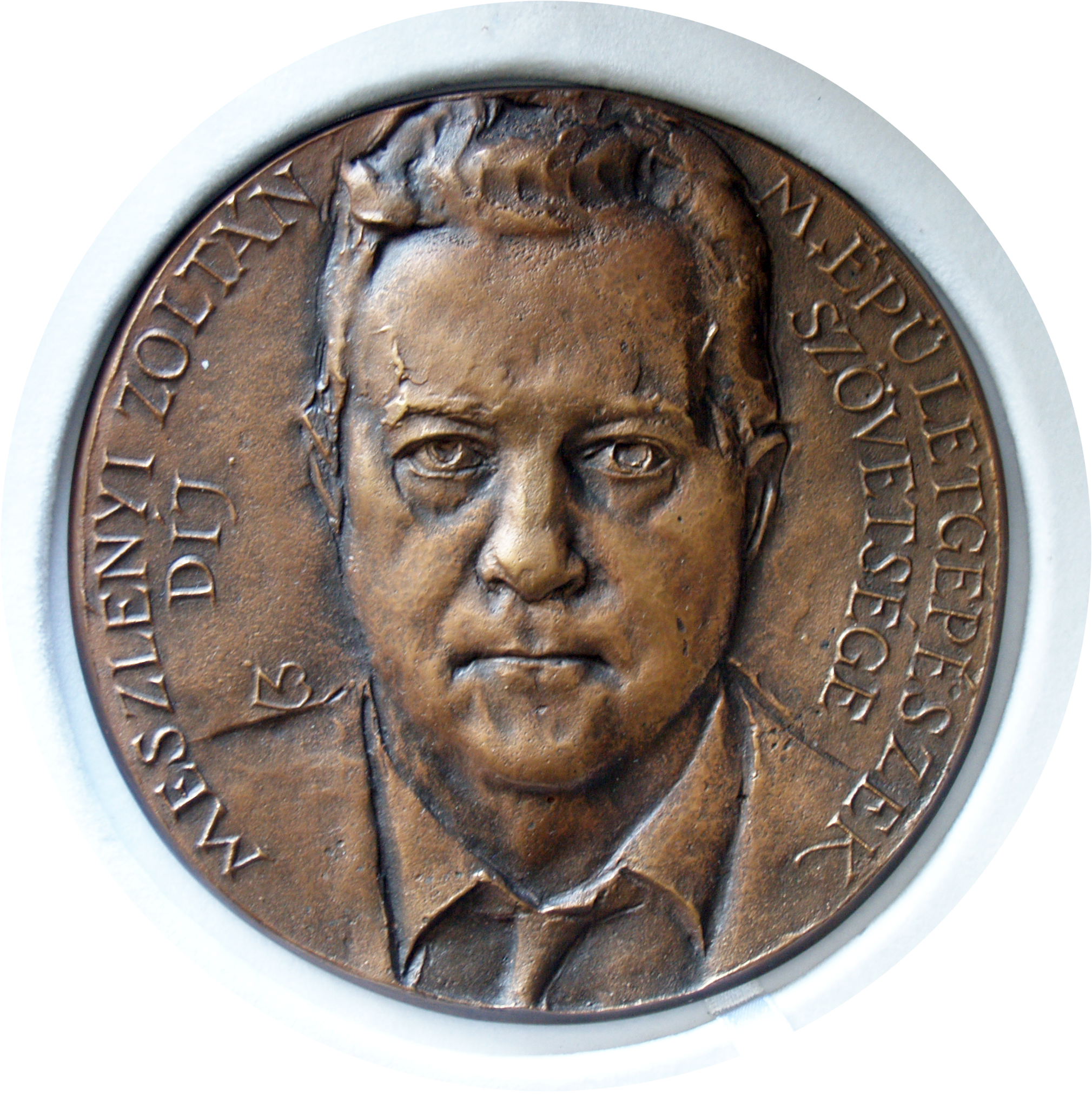
A Meszlényi díj, a Magyar Épületgépészek Szövetsége legjelentősebb kitüntetése, amit 2009-től adnak az épületgépész szakma legjelesebb képviselőinek

A tervezés után elsősorban a tanítás foglalkoztatta, de főmérnökként későbbi munkahelye, a Pollack Mihály Műszaki Főiskola építkezésén is dolgozott és egy barcsi vállalatnál napkollektorok gyártását indította el.
A SZOT Dél-balatoni Üdülési Igazgatóságán volt kazánfűtő és főmérnök is. 1984-től vállalkozóként dolgozott, amit a Fegyver- és Gázkészülékgyárnál végzett munkája szakított meg. A céghez, amelynek utoljára fejlesztési főmérnöke volt, a FÉG-IDROPI gázüzemű tárolós vízmelegítőre szerzett 50%-os szabadalma is köti.
- 1967–69          Felsőfokú Építő- és Építőanyag-ipari Technikum, Budapest
- 1969–70          Pollack Mihály Műszaki Főiskola, Pécs (létesítményi főmérnök)
- 1970–1974       Pollack Mihály Műszaki Főiskola, Pécs, Kalorikus Tanszék (1971–74: tanszékvezető)
- 1974–1978       Pollack Mihály Műszaki Főiskola, Pécs, Épületgépészeti Tanszék, tanszékvezető
- 1978–1983       Pollack Mihály Műszaki Főiskola, Pécs, Épületek Gépészeti Berendezései Intézet, igazgató (másodállásban)
- 1979-80           Építőipari Szolgáltató Közös Vállalat, Barcs (műszaki tanácsadó)
- 1980–84           SZOT Dél-Balatoni Üdülési Igazgatóság (műszaki osztályvezető, főmérnök)
- 1984–88           Gáz- és fűtésszerelő kisiparos
- 1988. október 3. – 1992. május      Fegyver- és Gázkészülékgyár (FÉG) (alkalmazástechnikai irodavezető; a vízmelegítő és lakásfűtő készülék gyáregység fejlesztési főmérnöke; majd a FÉG fejlesztési főmérnöke)
- 1992–95          szerelőipari vállalkozó (nyugdíjazásáig)
- 1993–94          Vaillant Hungária (műszaki tanácsadó)
- 2001                Magyar Installateur szerkesztőbizottsági elnök
- 2002–2004      Magyar Installateur felelős szerkesztő
- 2004–2005      Magyar Installateur szakszerkesztő

## Megbízatásai, tisztségei
- 1993                 Címzetes főiskolai docens
- 1996–1999       A SMKK Vízvezeték- és központifűtés-szerelő mestervizsga bizottságának tagja
- 1998–2002       A Magyar Épületgépészek Szövetsége alelnöke
- 2000–2003       A Magyar Épületgépészeti Koordinációs Szövetség alelnöke
- 2002                 A Pécsi Tudományegyetem tiszteletbeli tanára
- 2005                 A Gázipari Műszaki Szakbizottság tagja a Magyar Gázipari Vállalkozók Egyesülete és a Magyar Épületgépészek Szövetsége delegáltjaként

## Díjai és kitüntetései
- Kiváló ifjú mérnök (ÁÉTV) (1967)
- Az Oktatásügy Kiváló Dolgozója (1974)
- Az Építőipar Kiváló Dolgozója (1974)
- Az Építőipar Kiváló Dolgozója (1977)
- Épületgépészet emlékérem (Építéstudományi Egyesület) (1981)
- A BNV Gyártmányfejlesztési pályázatán I. díjat nyert FÉG-IDROPI gázüzemű tárolós vízmelegítő kifejlesztésében végzett alkotómunkájáért. (1989)
- Macskásy Árpád-díj (1998)
- Az Év épületgépész vállalkozója (A Magyar Épületgépészek Napja díja) (1998)
- Épületgépészetért-díj – a Magyar Épületgépészeti Koordinációs Szövetség kitüntetése. (2005)
- Épületgépész életműdíj – adományozó szervezetek: Magyar Épületgépészek Szövetsége, Magyar Gázipari Vállalkozók Egyesülete, Magyar Épületgépészeti Nagykereskedők Szövetsége. (2005)

## Művei, szakmai eredményei

### Szabadalma
- Szabadalmi okirat a FÉG-IDROPI gázüzemű tárolós vízmelegítőre (50%-ban feltaláló) (1989)

### Könyvei, publikációi
- Szellőztető berendezések – PMMF főiskolai jegyzet 1967-től 1997-ig 18 kiadásban
- Klímaberendezések – PMMF főiskolai jegyzet, az 1970-es évektől 16 kiadásban
- Légtechnikai berendezések zajvédelmi méretezése (Tervezési segédlet) – Összeállította: Meszlényi Zoltán (PMMF, 1979)
- Központi fűtőberendezések üzembe helyezése – gyakorlati ismeretek (MÉGSZ, 2006, 2007)
- Amit a gázcsatlakozó vezetékek és fogyasztói berendezések új, műszaki-biztonsági szabályzatáról tudni kell (MÉGSZ, 2006)
- Energia-tanácsadás (MÉGSZ, 2010)

300-nál több szakcikke jelent meg és számos előadást tartott különféle szakmai összejöveteleken.

## A Meszlényi-díj
Meszlényi Zoltán emlékét elhunyta után több formában őrzi az épületgépész szakma. 2006-ban a Pécsi Épületgépészeti és Gépészeti Szaknapok Meszlényi Zoltán nevét viselték, 2008-ban pedig a Magyar Épületgépészek Szövetsége (MÉGSZ) megalapította a szervezet legmagasabb kitüntetését, a Meszlényi Zoltán Díjat.
A Meszlényi-díj kitüntetettjei a megalapítástól kezdve.
- dr. Bánhidi László, Rácz László, Szabó András (2009)
- Hauk Antal, Pusztai Csaba, Huber Lőrinc, a Magyar Installateur szerkesztősége (2010)
- Denk András, Rigó András (2011)
- Fodor Zoltán, Jakus István (2012)
- Garancz Joachim, Gyárfás Attila, Nagylucskay László (2013)
- Molnár László, Füredi Ferenc (2014)
- Cserkúthy László (2015)
- Andics Gábor, Kovács István, Csizmadia László (2017)
- Béndek Ferenc, Cséki István, Kocsis István (2018)
- Németh Vilmos, Takács Gábor (2019)
- Braun József (2020)
- Nagy Gyula és Réti Pál (2021)